# فهیمه اکبر
فهیمه اکبر (پیش از ازدواج فهیمه یمین اسفندیاری؛ ۱۸ آذر ۱۲۹۶ – ۱۲ شهریور ۱۳۸۸) خواننده و نویسندهٔ گیلانشناس و فعال اجتماعی بود. او فرزند اسدالله یمین اسفندیاری، از سیاستمداران دورهٔ پهلوی بود و به دلیل اینکه پدرش در شغل سرکنسول‌گری بود، سال‌های کودکی خود را در باکو گذراند. استعداد موسیقی فهیمه در باکو کشف شد و پس از بازگشت به ایران، کار موسیقی را ادامه داد و مدتی شاگرد مرتضی خان محجوبی شد.
فهیمه به سبک شانسون‌های اروپایی آواز می‌خواند و آواز خواندن به چند زبان را می‌دانست. در سال ۱۳۱۷، او با محسن اکبر ازدواج کرد و نام خانوادگی شوهرش را به روی خود گذاشت. فهیمه اکبر و همسرش در گیلان ساکن شدند و در آنجا به پژوهش فرهنگ گیلک‌ها پرداخت. او نخستین کتاب دربارهٔ آشپزی گیلان را نوشت و به خواندن ترانه‌های گیلکی روی آورد. اکبر همچنین در فعالیت‌های اجتماعی مردم‌نهاد فعالیت داشت. پس از انقلاب ۱۳۵۷ ایران، او و همسرش به همراه سه فرزندشان، به ایالات متحده آمریکا رفتند. اکبر در سال‌های حضورش در آمریکا، یک آلبوم موسیقی گیلکی منتشر کرد. او در شهریور ۱۳۸۸، در ۹۱ سالگی، در شهر واشینگتن، دی.سی. درگذشت.

## تولد و تحصیلات
فهیمه اکبر در آذرماه سال ۱۲۹۶ خورشیدی، در خانواده‌ای اصیل مازندرانی در تهران به دنیا آمد. پدرش، یمین‌الممالک اسفندیاری، از سیاستمداران دورهٔ پهلوی بود و مدتی سرکنسول ایران در باکو بود؛ از همین رو، فهیمه دوران کودکیش را تا دوازده سالگی در آذربایجان شوروی گذراند و استعداد موسیقی‌اش را آموزگار او در باکو کشف کرد. فهیمه در طول پنج سالی که در شوروی بود، فراگیری موسیقی را آغاز کرد.
یمین‌الممالک (پدر فهیمه) به نمایندگی مجلس درآمد و از مدافعان حقوق زنان از جمله آموزش زنان و حق رأی زنان بود. فهیمهٔ نوجوان در ایران به مدرسه فرانسوی رفت و تحصیلات خود را ادامه داد. او پس از بازگشت به ایران، مدتی در فرا گرفتن موسیقی، شاگرد مرتضی خان محجوبی بود. فهیمه به چند زبان آواز می‌خواند و سبک خواندنش همچون موسیقی روز غرب و شانسان‌های اروپایی بود.

## فعالیت‌ها

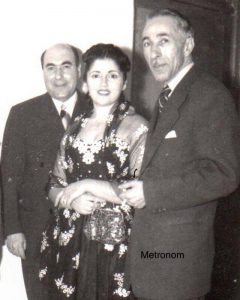
تصویری از فهیمه اکبر، ایستاده میان جهانگیر سرتیپ‌پور و محسن اکبر، در سال ۱۳۳۴ شمسی.

در سال ۱۳۱۷ فهمیه با محسن اکبر (نمایندهٔ رشت از ۱۳۳۲ تا ۱۳۳۹) ازدواج کرد و نام خانوادگی همسرش را جایگزین نام خانوادگی خود کرد. آن دو پس از ازدواج به گیلان رفتند و فهمیه طی بیست سال زندگی در آنجا، به پژوهش در آواها و آداب محلی گیلان پرداخت. پژوهش‌های او منجر به آفرینش کتاب طباخی گیلان شد که شامل دستور پخت انواع غذاهای محلی گیلان است. این کتاب که در سال ۱۳۳۸ منتشر شد، نخستین کتابی است که به آشپزی بومی گیلان پرداخته است.
فهمیه و شوهرش سه فرزند به نام‌های گیلان، گلی و فتح‌الله داشتند و گویا ترانهٔ «گیلان جان» اثر جهانگیر سرتیپ‌پور، برای گیلان خانم، دختر بزرگتر فهیمه اکبر، سروده شده بود. این ترانه اکنون یکی از معروف‌ترین ترانه‌های گیلکی محسوب می‌شود. اکثر ترانه‌هایی که فهیمه اکبر خوانده است، از سروده‌های جهانگیر سرتیپ‌پور هستند. در دههٔ نود میلادی آلبومی از ترانه‌های گیلکی فهیمه در ایالات متحده منتشر شد که دارای ۱۶ آهنگ بود. چند ترانه از این آلبوم شامل «گیلان جان»، «گل پامچال»، «والس نوروزی»، «مصرلو»، «ماه نو»، «جومه بازار»، «بموم باز»، «أی بوخوفته دیل»، «آن شب بهار»، «آفتابخیزان»، «شَب بُو، بیابان بُو، زمستان بُو»، و «نوشو، نوشو» بودند. بخشی از آثاری که از فهیمه اکبر به جا مانده است، نتیجه همکاری او با فریدون فرزانه است.
فهیمه اکبر در بسیاری از انجمن‌ها و سازمان‌های خیریه و مجامع زنان عضویت داشت و همچنین مسئول کمیسیون هنری جمعیت راه نو بود. در کتاب بیمارستان‌های رشت آمده که در تاریخ ۲ تیر ۱۳۲۰، او به عنوان عضو و بازرس منصوب از سوی اولین هیئت مدیرهٔ بنگاه حمایت مادران و نوزادان رشت (زایشگاه) به عضویت این بنگاه درآمد. همچنین در جلد دوم کتاب پیشگامان فرهنگ گیلان، نوشتهٔ ابراهیم مروجی، عکسی از خانم اکبر وجود دارد که همراه همسر خود، در میان کاروان استقبال‌کنندگان محمود نامجوی در شهر لنگرود دیده می‌شود. او در سال ۱۳۳۵ نخستین غرفهٔ گیلان را در جشنواره‌های فرهنگی و هنری تهران افتتاح کرد. فهیمه اکبر به زبان‌های روسی، آلمانی، انگلیسی و فرانسوی نیز صحبت می‌کرد و به این زبان‌ها ترانه‌هایی خواند.
در سال‌های پایانی دههٔ ۱۳۳۰، او مجموعه‌ای از ترانه‌های گیلکی را در مجموعه‌ای با نام اوخان گردآوری و منتشر کرد و خود نیز شخصاً تعدادی از ترانه‌های آن مانند «نوشو، نوشو»، «جومه‌بازار»، «گیلان‌جان»، «آفتاب خیزان»، «أی بوخوفته دیل»، و «دریاکناران» را اجرا کرد. فهیمه اکبر در مقدمهٔ این کتاب نوشته بود: «سه سال پیش بر حسب پیشنهاد اینجانب به جمعی، تصمیم گرفته شد از طرز زندگی و هنرها و صنایع مردم هر استان به تدریج نمایشگاهی در تهران تشکیل شود تا بدین وسیله، آنهایی که استطاعت یا فرصت شان اجازهٔ مسافرت‌های طولانی را نمی‌دهد، در مرکز تا حدی از این آشنائی برخوردار گردند. اهل علم، فرصت مطالعهٔ بیشتری داشته باشند، هنرمندان دسترنج‌ها و ذوق‌های خود را به چشم‌ها و گوش‌های مشتاق برسانند و خود تشویق گردند. این پیشنهاد با استقبال شایان مورد تصویب قرار گرفت.» این کتاب در مجموع شامل ۷۰ ترانهٔ گیلکی و ترجمهٔ فارسی آن‌ها بود که ۱۵ ترانه آن را جهانگیر سرتیپ‌پور سروده بود. همچنین نقاشی‌هایی از حسین محجوبی در این کتاب گنجانده شده بود. اوخان در سال ۱۳۳۸ منتشر گردید.

## سال‌های پایانی

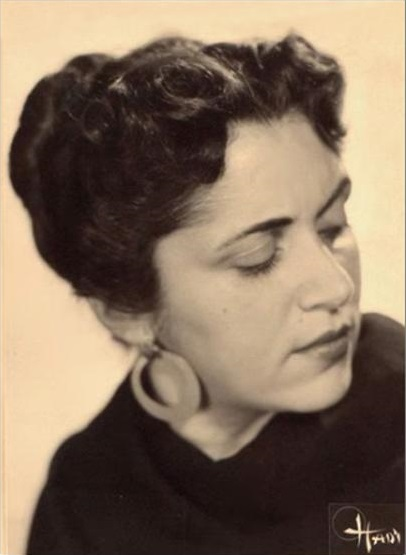
عکسی از فهیمه، اثر هادی شفائیه.

پس از انقلاب ۱۳۵۷، خانوادهٔ اکبر به ایالات متحده آمریکا مهاجرت کردند. وی پس از استقرار در شهر واشینگتن نیز در یک مرکز داوطلبانهٔ اجتماعی حضور داشت. نام او در میان فهرست خیرین آسایشگاه مونتگومری نیز آمده است. همسر او، محسن اکبر، پس از قریب شصت سال زندگی مشترک، در سال ۱۹۹۸ میلادی (۱۳۷۶ یا ۱۳۷۷ ه‍.خ) درگذشت. فهیمه اکبر هم در شهریور سال ۱۳۸۸، در آمریکا و پس از یک دورهٔ بیماری درگذشت. در آگهی فوت او در واشینگتن پست گفته شده که فهیمه اکبر روز ۳ سپتامبر ۲۰۰۹ میلادی، در سن ۹۱ سالگی و به علت نارسایی قلبی، در خانه‌اش در محلهٔ چوی چیس درگذشت.  از فرزندانش، فتح‌الله اکبر در همان محله چوی چیس ماند، گیلان توکو کورن ساکن آرلینگتون شده و گلی کاشانی در بتزدا زندگی می‌کند. فهمیه اکبر در زمان درگذشت، سه نوه و سه نتیجه هم داشت.

## یادبودها

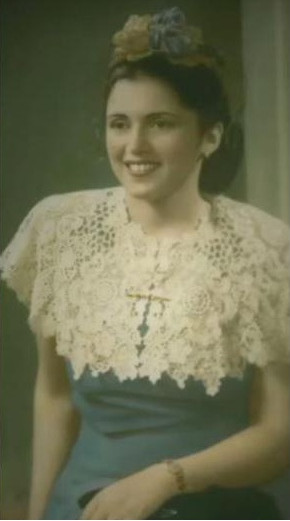
برای نقش‌آفرینی غزل شاکری در مجموعهٔ تلویزیونی خاتون (۱۴۰۰)، طراحی لباس او شبیه به این تصویر از اکبر انتخاب شده بود.

خوانندگانی همچون عاشورپور، محمد نوری، پوران، منیر وکیلی، فریدون فرخزاد، پری زنگنه و مینو جوان، شماری از آثار فهیمه اکبر را بازخوانی کردند.
در تیتراژ پایانی فیلم ناگهان درخت، ساختهٔ صفی یزدانیان در ۱۳۹۷، از صدای فهیمه اکبر در ترانهٔ «نوشو، نوشو» استفاده شد. همچنین در سریال نمایش خانگی خاتون، محصول سال ۱۴۰۰ شمسی، غزل شاکری نقش فهیمه اکبر را بازی و بعضی از آثار او را بازخوانی کرده است.